# Токмово (посёлок железнодорожного разъезда)
Токмово — посёлок разъезда Ковылкинского района Республики Мордовия в составе Краснопресненского сельского поселения.

## География
Находится у железнодорожной линии Ковылкино-Рузаевка на расстоянии примерно 11 километров по прямой на восток-северо-восток от районного центра города Ковылкино.

## Население
Постоянное население составляло 30 человек (русские 93 %) в 2002 году, 24 в 2010 году.